# Ольгинське сільське поселення (Ростовська область)
Ольгинське сільське поселення — муніципальне утворення в Аксайському районі Ростовської області Росія.
Адміністративний центр поселення —  станиця Ольгинська.
Населення — 6403 особи (2010 рік).

## Географія
Ольгинське сільське поселення розташоване у приміській зоні міста Ростова-на-Дону, за 14 км від нього та за10 км від міста Аксай Ростовської області.
З півночі Ольгинське сільське поселення межує з землями міста Аксай й Великолозьким поселенням, зі сходу межує із Старочеркаським й Верхньоподпольнинським сільськими поселеннями, з півдня — з Істоминським поселенням; з заходу — з містом Ростов-на-Дону й Ленінським сільським поселенням.

## Історія
Перша станиця на шляху Задонського поштового тракту у 1809—1819 роках мала назву Новомахинська. З 1820 року називається Махинська. 1846 року перейменована в ім'я великої руської княгині Ольги на Ольгинську.
До Новомахинської переселилися українці й близько 60 сімей козаків. Українців переведено у козацький стан. Українці й козаки за давнім військовим звичаєм тягнули жереб, кому переселятися на Задонський тракт. 1817 року отаман Платов виклопотав переселення у нові станиці на Задонському шлясі ще 30 сімей козаків. У 1820 році у Махинській станиці було 109 дерев'яних будинків, у яких мешкало 964 особи.
З часом посилюється увага до Задонського тракту. Для кращого відправлення поштової гонитви, підводної повинності, супроводу арештантів, утримання нічлігів 1824 року цар розпорядився про переселення у задонські станиці українців, яких навернуто до козацького стану.

## Господарство
У поселенні працює одне сільськогосподарське підприємство ТОВ «Сонячне», що спеціалізуються на вирощуванні у теплицях овочів та розсади однорічних квітучих рослин, що застосовуються для прикраси декоративних клумб й газонів.
Сільськогосподарським організаціям належать земельні угіддя площею 68,5 га, з яких посівні площі займають 8,6 га.
З 1963 року тут функціонує Ольгинська дільнична лікарня, при якій з 1999 році працює сестринський догляд. На хуторі Нижньопідпільний працює фельдшерсько-акушерський пункт.
З 1998 року в станиці Ольгинській працює центр соціальної допомоги сім'ї та дітям. Є сільські бібліотеки: у станиці Ольгинській та на Нижньопідпільному хуторі.

## Адміністративний устрій
До складу Ольгинського сільського поселення входять:
- станиця Ольгинська — 5613 осіб (2010 рік),
- хутір Махін — 140 осіб (2010 рік),
- хутір Нижньопідпільний — 650 осіб (2010 рік).